# サッカーグレナダ代表
サッカーグレナダ代表（サッカーグレナダだいひょう）は、グレナダサッカー協会（Grenada Football Association、略称:GFA）により編成される、グレナダのサッカーのナショナルチームである。愛称は「スパイスボーイズ（The Spice Boyz）」である。カリビアンカップにおける2度の準優勝が最高成績である。ホームスタジアムは首都、セントジョージズにあるグレナダ・ナショナル・スタジアム。

## FIFAワールドカップ
- 1930 - 不参加
- 1934 - 不参加
- 1938 - 不参加
- 1950 - 不参加
- 1954 - 不参加
- 1958 - 不参加
- 1962 - 不参加
- 1966 - 不参加
- 1970 - 不参加
- 1974 - 不参加
- 1978 - 不参加
- 1982 - 予選敗退
- 1986 - 棄権
- 1990 - 不参加
- 1994 - 不参加
- 1998 - 予選敗退
- 2002 - 予選敗退
- 2006 - 予選敗退
- 2010 - 予選敗退
- 2014 - 予選敗退
- 2018 - 予選敗退

## CONCACAFゴールドカップ
- 1991 - 不参加
- 1993 - 予選敗退
- 1996 - 予選敗退
- 1998 - 予選敗退
- 2000 - 予選敗退
- 2002 - 予選敗退
- 2003 - 予選敗退
- 2005 - 予選敗退
- 2007 - 予選敗退
- 2009 - グループリーグ敗退

## カリビアンカップの成績
- 1989 - 2位
- 1991 - 不参加
- 1992 - 予選敗退
- 1993 - 予選敗退
- 1994 - 予選敗退
- 1995 - 予選敗退
- 1996 - 予選敗退
- 1997 - 4位
- 1998 - 予選敗退
- 1999 - グループリーグ敗退
- 2001 - 予選敗退
- 2005 - 予選敗退
- 2007 - 予選敗退
- 2008 - 2位
- 2010 - 4位

## 歴代代表選手
- ジェイソン・ロバーツ
- アレクサンダー・マックイーン
- シャンドン・バプティスト